# Rivière Bararati
 (novembre 2020).
La rivière Bararati (en portugais : Rio Bararati) est une rivière de l'état d'Amazonas, au Brésil. C'est un affluent gauche de la rivière Juruena.

## Cours
La rivière Bararati coule du sud au nord à travers le parc d'État de Sucunduri, une unité de conservation créée en 2005.

## Voir également
- Liste des rivières d'Amazonas (état brésilien)